# Roberto Tucker
Roberto Raúl Tucker (Olavarría, Argentina; 27 de junio de 1983) es un exfutbolista argentino y actual entrenador de Racing de Olavarría.

## Clubes
| Club                   | País      | Año       | PJ | Goles |
| ---------------------- | --------- | --------- | -- | ----- |
| El Fortín de Olavarría | Argentina | 2001-2003 | ?  | ?     |
| Ferrocarril Sud        | Argentina | 2003-2004 | ?  | ?     |
| Racing de Olavarría    | Argentina | 2004-2007 | 93 | 8     |
| Quilmes                | Argentina | 2008-2009 | 37 | 3     |
| Leixões                | Portugal  | 2009-2010 | 20 | 0     |
| Deportivo Merlo        | Argentina | 2010-2011 | 31 | 1     |
| Sarmiento              | Argentina | 2011-2013 | 37 | 6     |
| Caracas                | Venezuela | 2013-2014 | 38 | 8     |
| Ramón Santamarina      | Argentina | 2015      | 44 | 3     |
| Central Córdoba (SdE)  | Argentina | 2016      | 20 | 1     |
| Deportivo La Guaira    | Venezuela | 2017      | 20 | 0     |
| Crucero del Norte      | Argentina | 2017-2018 | 27 | 4     |
| Deportivo Madryn       | Argentina | 2018      | 14 | 0     |
| Racing de Olavarría    | Argentina | 2019-2021 | ?  | ?     |

## Palmarés

### Campeonatos nacionales
| Título                  | Club                | País      | Año  |
| ----------------------- | ------------------- | --------- | ---- |
| Primera B Metropolitana | Sarmiento           | Argentina | 2012 |
| Copa Venezuela          | Caracas Fútbol Club | Venezuela | 2013 |